# Château de Crénan
Les vestiges de l'ancien château de Crénan sont situés sur la commune de Le Fœil en France.

## Localisation
Les vestiges de l'ancien château sont situés sur la commune de Le Fœil dans le département des Côtes-d'Armor, dans la région Bretagne.

## Description
Avant l'incendie de 1927, ce château présentait un exemple d'architecture civile bretonne et se composait de deux parties de style caractéristique, datées par des armoiries, représentatives de l'architecture bretonne de la fin du XVe siècle et du début du XVIIe siècle. La partie médiévale peut être datée entre 1473 et 1500. L'aspect primitif devait intégrer la tourelle d'escalier dans l'angle de deux bâtiments, dont l'un aurait été détruit lors de la reconstruction du XVIIe siècle. Cette partie présente une porte d'entrée en accolade, des fenêtres à meneaux, des lucarnes ornées de lions à leurs rampants. La tour d'escalier est flanquée, dans sa partie supérieure, d'une tourelle. La tour présente un décor de mâchicoulis bretons, à retraits moulurés se terminant en console. La construction qui la flanque a été édifiée vers 1600. La chapelle a été construite au XVIIIe siècle.

## Historique
Les vestiges de l'ancien château sont classés au titre des monuments historiques par arrêté du 1er décembre 1969.

## Protection
Éléments protégés : les vestiges de l'ancien château de Crénan, y compris les communs.